# Kristina Schippling

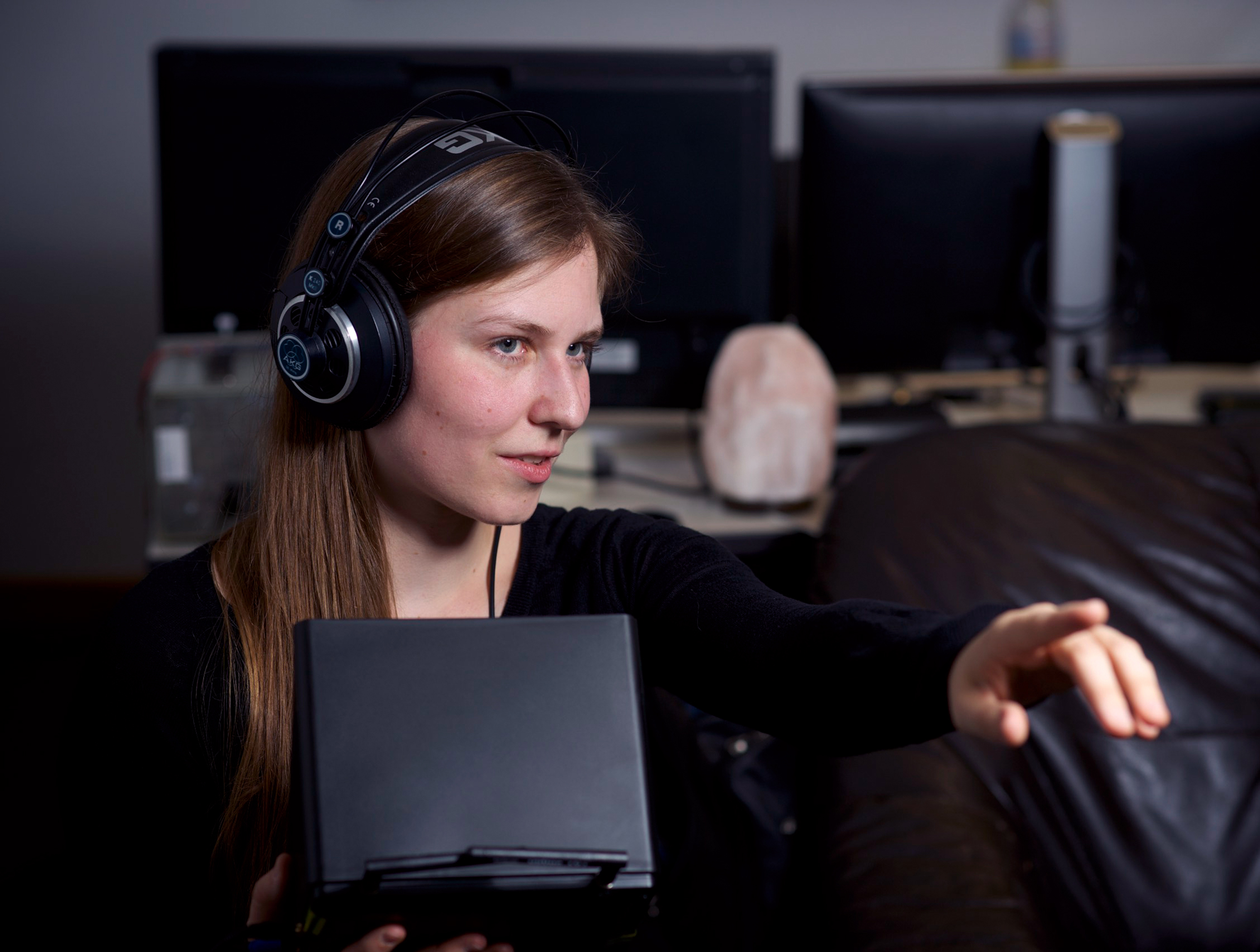

Kristina Schippling (* 6. Oktober 1983 in Halle/Saale) ist eine Filmregisseurin und Schriftstellerin aus Berlin.

## Leben
Kristina Schippling studierte Germanistik, Philosophie, Pädagogik und Psychologie an der Martin-Luther-Universität Halle-Wittenberg (MLU), wo sie auch 2020 mit einer interdisziplinären Arbeit promoviert wurde. Ihre Promotion wurde von der Graduiertenförderung der MLU mit einem Stipendium gefördert. Danach schloss sie ihr Studium in der darstellenden Kunst ab (HBK Braunschweig, UDK Berlin). Außerdem absolvierte sie eine zweijährige Meisner-Acting-Ausbildung (Method Acting/Directing) während ihres Kunsthochschulstudiums und studierte als Gasthörerin noch einige Semester Biologie (MLU) und Medienwissenschaft (HU Berlin). Von 2014 bis 2023 war sie Dozentin für Philosophie, Psychologie und Pädagogik an der Akademie für darstellende Kunst Bayern in Regensburg. Die Braunschweiger Zeitung bezeichnete sie als die erste Filmfest-Filmpädagogin. Als Kind stand Kristina Schippling schon im Thalia Theater in Halle/Saale auf der Bühne. Im ersten Semester inszenierte Kristina Schippling Theaterstücke am Freien Theater in Halle/Saale. 2006 begann ihre Filmkarriere. Seitdem wurde sie als Filmregisseurin, Autorin und Darstellerin mehrfach ausgezeichnet. Ihre Filme wurden, neben anderen Festivals, auf den Filmfestspielen in Cannes präsentiert. Kristina Schippling hat bisher auch als Kamerafrau, Regieassistenz, Editorin, dramaturgische Beratung und Drehbuchautorin in der Filmindustrie gearbeitet.
Das literarische Werk umfasst, neben Veröffentlichungen in Zeitschriften und Anthologien, sowohl Novellen, Romane und Kurztexte als auch philosophische Schriften.

## Werk

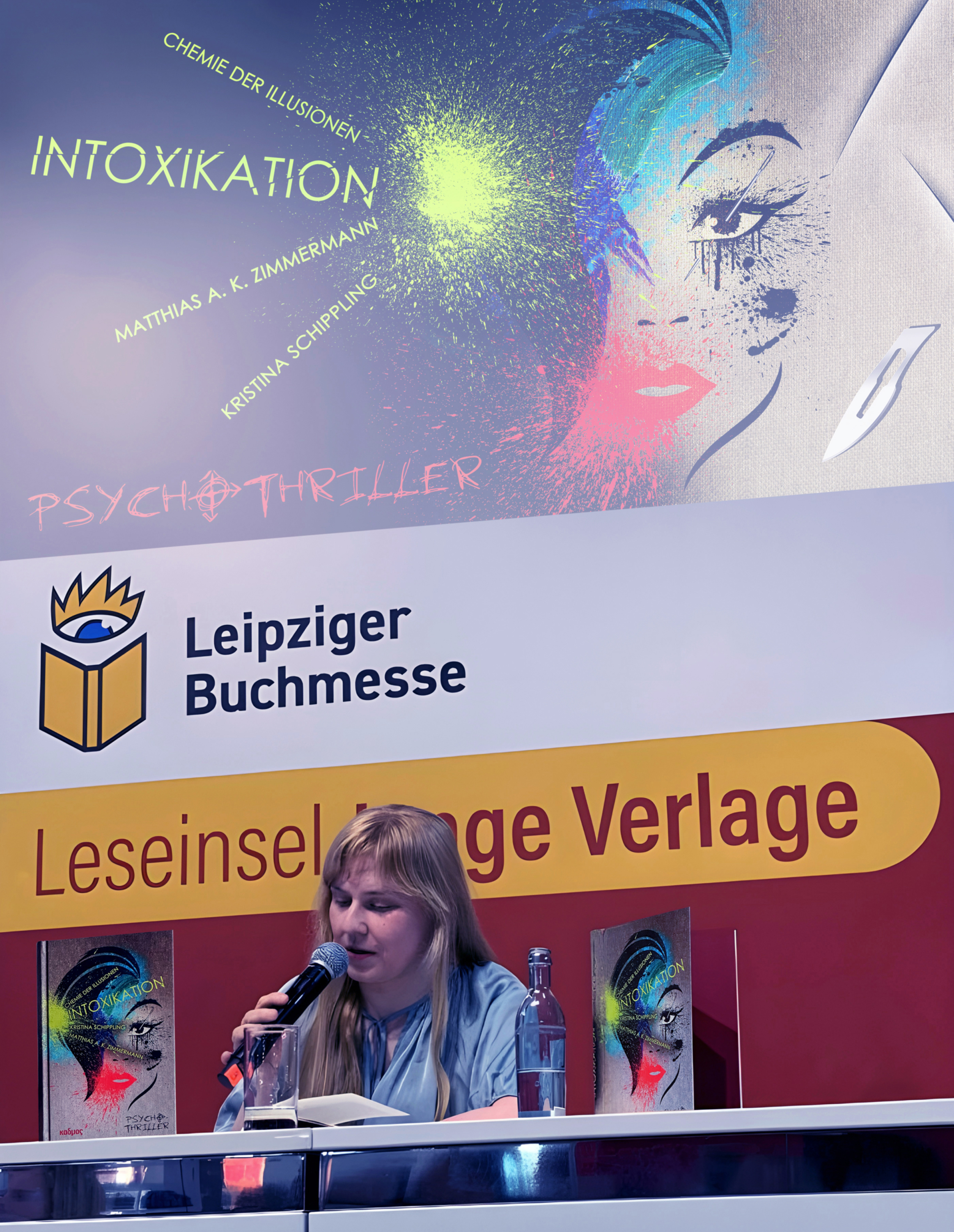
Kristina Schippling an einer Lesung der Leipziger Buchmesse 2024

### Literarische Publikationen
Romane & Novellen
- INTOXIKATION. Chemie der Illusionen. Psychothriller. Kulturverlag Kadmos, Berlin 2024, ISBN 978-3-86599-563-6.[8]
(Autoren: Kristina Schippling, Matthias A. K. Zimmermann)
- Handbuch der Angewandten Vampirpsychologie Band I. Roman. Exaiphnes Editionen, Basel/Nürnberg 2022, ISBN 978-3-98795-013-1
- In Übersetzung: Manual of Applied Vampire Psychology Volume I. Novel. Exaiphnes Editionen, Basel/Nürnberg 2022, ISBN 978-3-98795-006-3
- Meine Wut ist weiß und rein! Texte von 2008 bis 2021. Exaiphnes Editionen, Basel/Nürnberg 2021, ISBN 978-3-98795-011-7
- In Übersetzung: My Anger is white and pure! Texts from 2008 to 2021. Exaiphnes Editionen, Basel/Nürnberg 2023, ISBN 978-3987950230
- Drei Gesichter. Eine Novelle. Mitteldeutscher Verlag, Halle 2013, ISBN 978-3-95462-109-5
- In Übersetzung: Three Faces. A Novella. Exaiphnes Editionen, Basel/Nürnberg 2021, ISBN 978-3-98795-016-2

Veröffentlichungen in Zeitschriften und Anthologien (Auswahl)
- Schippling, Kristina (2024): Hotelzimmer in Berlin; Betrug; Ernsthaftes Träumen. In: Die Kunst der Gestaltung. Autorenbegegnungen in Sachsen-Anhalt 2023. Hrsg. von Friedrich-Bödecker-Kreis in Sachsen-Anhalt e.V. Halle/Saale: Mitteldeutscher Verlag. S. 62–65.
- Schippling, Kristina (2023): Origami; Wohin gehst du?; In der Mittagshitze; Viele wollen Kafka sein. In: Septembertestament. Autorenbegegnungen in Sachsen-Anhalt 2022. Hrsg. von Friedrich-Bödecker-Kreis in Sachsen-Anhalt e.V. Halle/Saale: Mitteldeutscher Verlag. S. 57f.
- Schippling, Kristina (2022): Das Sparbuch. In: oda. Ort der Augen. Blätter für Literatur aus Sachsen-Anhalt 1/2022. Hrsg. vom Friedrich-Bödecker-Kreis in Sachsen-Anhalt e.V. Oschersleben: Ziethen. S. 58–62.
- Schippling, Kristina (2021): Jurmala (Wespenstiche) In: Was vom Wein übrigblieb. Autorenbegegnungen in Sachsen-Anhalt 2020. Hrsg. vom Friedrich-Bödecker-Kreis in Sachsen-Anhalt e.V. Oschersleben, docupoint. S. 108–118.
- Schippling, Kristina (2020): Bald jährt sich der Todestag ... In: Novemberland. Autorenbegegnungen in Sachsen-Anhalt 2019. Hrsg. vom Friedrich-Bödecker-Kreis in Sachsen-Anhalt e.V. Oschersleben, docupoint. S. 40–43.
- Schippling, Kristina (2020): Maria. In: oda. Ort der Augen. Blätter für Literatur aus Sachsen-Anhalt 1/2020. Hrsg. vom Friedrich-Bödecker-Kreis in Sachsen-Anhalt e.V. Oschersleben: Ziethen. S. 6–10.
- Schippling, Kristina (2019): Widerstände. In: Auf dem Sternenweg. Autorenbegegnungen in Sachsen-Anhalt. Hrsg. von Friedrich-Bödecker-Kreis in Sachsen-Anhalt e.V. Halle/Saale: Mitteldeutscher Verlag. S. 92–94.
- Schippling, Kristina (2019): Das Ende der Naivität. In: Auf dem Sternenweg. Autorenbegegnungen in Sachsen-Anhalt. Hrsg. von Friedrich-Bödecker-Kreis in Sachsen-Anhalt e.V. Halle/Saale: Mitteldeutscher Verlag. S. 94–101.
- Schippling, Kristina (2019): Anziehungskraft. In: Auf dem Sternenweg. Autorenbegegnungen in Sachsen-Anhalt. Hrsg. von Friedrich-Bödecker-Kreis in Sachsen-Anhalt e.V. Halle/Saale: Mitteldeutscher Verlag. S. 101–106.
- Schippling, Kristina (2019): Widerstände. In: Oda. Ort der Augen. Blätter für Literatur aus Sachsen-Anhalt 1/2019. Hrsg. vom Friedrich-Bödecker-Kreis in Sachsen-Anhalt e.V. Oschersleben: Ziethen. S. 15f.
- Schippling, Kristina (2018): Weiß ist eine unschuldige Farbe. In: Von Veldeke zu Face- und E-Book, Autorenbegegnungen in Sachsen-Anhalt e.V. Hrsg. von Jürgen Jankofsky. Halle/Saale: mdv. Mitteldeutscher Verlag. S. 54–61.
- Schippling, Kristina (2018): Der helle Sklave, der dunkle Gott. In: Narr. Das narrativistische Literaturmagazin. Sonderausgabe: Narr-Groschen 1–7. Heft Narr-Groschen Vampir. Narr 23. Hrsg. vom narrativistischen Verein. Olten: Narrativistischer Verein.
- Schippling, Kristina (2017): Göttliche Gefühle: Freya, Rhiannon, Aife. Wer kann zurück durch die Zeit gehen an den Anfang? In: Der Kessel. Eine Zeitschrift für Naturverehrung, Vielgötterei, Magie und Hexenkunst. An den Toren der Zeit. Ausgabe #4. Hrsg. von Hannes Mertl. S. 42–48.
- Schippling, Kristina (2016): [Ohne Titel]. In: Narr. Das narrativistische Literaturmagazin. Sonderausgabe Anfang. Narr 20. Hrsg. vom narrativistischen Verein. Olten: Narrativistischer Verein. S. 141f.
- Schippling, Kristina (2016): Die Zeit. In: Oda. Ort der Augen. Blätter für Literatur aus Sachsen-Anhalt 2/2016. Hrsg. vom Friedrich-Bödecker-Kreis in Sachsen-Anhalt e.V. Oschersleben: Zeiten. S. 60.
- Schippling, Kristina (2015): Die Maschine. In: Oda. Ort der Augen. Blätter für Literatur aus Sachsen-Anhalt 4/2015. Hrsg. vom Friedrich-Bödecker-Kreis in Sachsen-Anhalt e.V. Oschersleben: Zeiten. S. 30ff.
- Schippling, Kristina (2015): Das Nest. In: Schreibkräfte. Literaturjournal aus Sachsen-Anhalt, Ausgabe 8, Jahrgang 5/2015. Hrsg. von Regine Sondermann/Karsten Steinmetz. Magdeburg: Meine Verlag. S. 10ff.
- Schippling, Kristina (2015): Allein im Zoo. Ich bin die Ausnahme. Anfang Oktober. In: Narr. Das narrativistische Literaturmagazin. Sonderausgabe Literarischer Reiseführer Basel. Narr 16/17. Hrsg. vom narrativistischen Verein. Olten: Narrativistischer Verein. S. 47–62.
- Schippling, Kristina (2015): Wir wussten es längst. In: Herbstträume. Literarische Wortmeldungen zu den Herbsten 1989/1990 in deutschen Landen. Hrsg. von Peter Segler. Mit einem Nachwort von Prof. Michael Hofmann. Freiberg: Peter Segler Verlag. S. 12–14.
- Schippling, Kristina (2012): Am Fenster. In: Narr. Das narrativistische Literaturmagazin. Am Fenster. 4/2012. Hrsg. vom narrativistischen Verein. Olten: Narrativistischer Verein. S. 6–11.
- Schippling, Kristina (2012): Gehst du jetzt allein. In: Narr. Das narrativistische Literaturmagazin. Am Fenster. 4/2012 Hrsg. vom narrativistischen Verein. Olten: Narrativistischer Verein. S. 38f.
- Schippling, Kristina (2009): Vier Miniaturen. In: oda. Ort der Augen. Blätter für Literatur aus Sachsen-Anhalt 3/2009. Hrsg. vom Friedrich-Bödecker-Kreis in Sachsen-Anhalt e.V. Oschersleben: Ziethen. S. 80–81.

### Wissenschaftliche Publikationen
Monografien
- Schippling, Kristina; Seubert, Harald (2023): Zwischen Frau und Mann. Ein Dialog über Geschlechteridentitäten und -differenzen. Basel: Schwabe Verlag.
- Schippling, Kristina; Seubert, Harald (2021): Bewusstseinssprung. Im Raum von Selbst und Welt – Ein Dialog über Wahrnehmung und Gegenwärtigkeit. Basel: Schwabe Verlag.
- Schippling, Kristina (2021): Zur Vermittlung von Film im Schulbuch. Eine diskursanalytische Studie zur pädagogischen Subjektivierung. Bad Heilbrunn: Klinkhardt.
- Schippling, Kristina (2009): Semiotische Prozesse im Spielfilm – Untersuchungen zu „Philosophie der symbolischen Formen“ bei Ernst Cassirer. Kristina Schippling. AppleBooks.

Wissenschaftliche und journalistische Artikel (Auswahl)
- Schippling, Kristina (2025): Der Weg zum Glück. Albert Camus’ Verständnis im Kontext taoistischer Lehre. In: „Nulli concedo – homo per se!“. Bilder und Texte im westöstlichen Zwischenraum. Hrsg. von Eva Koethen; Dagmar Dotting. Berlin: PalmArtPress. S. 212–223.
- Schippling, Kristina (2025): Im Akt der Trennung. Ausblendungen von Rationalitätsdiskursen im Spätmittelalter am Beispiel des Eckenliedes. In: Perspektiven der Philosophie. Neues Jahrbuch Band 50 – 2024. Hrsg. von Georges Goedert; Martina Scherbel. Leiden; Boston: Brill. S. 252–275.
- Schippling, Kristina (2024): Die Wahrheit in der Kunst. Korrespondenzen. Philosophie, Kunst und Wissenschaft im Dialog. Gedenkschrift für Reinhardt Knodt (1951–2022). Hrsg. von der Akademie für west-östlichen Dialog der Kulturen. Berlin: PalmArtPress.
- Schippling, Kristina: Utopische Grenzgebiete. (2023) In: Harald Seubert, Kristina Schippling: „ ... was bleibet aber ...: Neue Beiträge zu Heideggers Kunstphilosophie". Martin-Heidegger-Gesellschaft. Schriftenreihe Band 15. Nürnberg: Exaiphnes Editionen. S. 113–130.
- Schippling, Kristina (2021): Im Stillstand. Theoretisierende Betrachtungen der Corona-Krise. In: Jahrbuch Psychotherapie. Internationale Zeitschrift für PsychoPraxis. Hrsg. von Hamid Reza Yousefi. Heft 1, 2021, 1. Jahrgang. Nordhausen: Traugott Bautz Verlag, S. 69–79.
- Schippling, Kristina (2021): Die Kräfte des Dionysischen – Nietzsche lesen in pandemischer Zeit. In: Philosophieren mit Nietzsche in Zeiten der Pandemie. Hrsg. von Elke Angelika Wachendorff. Nietzsche Forum München e.V., S. 111–120.
- Schippling, Kristina (2018): Kapitel 11: Schaffensprozess. In: Digitale Moderne. Die Modellwelten von Matthias Zimmermann. München: Hirmer.

### Filmografie
Langfilm
- Monster on a Plane, Co-Producer, Cinematographer, first assistant Director, Production: Chris Cornelsen, Riot City Entertainment, Regie: Ezra Tsegaye, 2023
- Mein Lotta-Leben. Alles Tschaka mit Alpaka!, Teil 2, Regieassistenz und Filmpädagogin bei dem Kinderspielfilm, Produktion: dagstar*film, Lieblingsfilm, Regie: Martina Plura.
- Can and me, Kamera, zusätzliche Interviews und dramaturgische Beratung, Dokumentarlangfilm, Produktion: TelevisorTroika, Regie: Michael P. Aust, 2022.
- The Sound of Cologne, Dokumentarfilm/Langfilm, Regie, Kamera, in Zusammenarbeit mit Michael P. Aust (Produzent) und TelevisorTroika GmbH, 2022, Filmfestival Cologne
- Ungleich, 86 min, Experimentalfilm mit Spielfilmlänge in Zusammenarbeit der Gruppe B, gefördert durch die Akademie der Bildenden Künste München, Produktion, Regie,  Konzept, Schauspiel gemeinsam mit Gruppe B, 2013, Internationales Filmfest Braunschweig

Kurzfilme und Musikvideos (Auswahl)
- INTOXIKATION. Chemie der Illusionen, 3:27 min, (von Kristina Schippling & Matthias A. K. Zimmermann) Kurzfilm, Produktion, Regie, Editing, Animation, 2024, NYC Independent Film Festival (winner), Hollywood Gold Awards (winner), Medusa Film Festival (winner), Festival de Indie (winner) etc.[9]
- Findings, 7:20 min, Kurzfilm, Produktion, Regie, Drehbuch, Kamera, Ton, Licht, Kurzfilm, 2023, 8 & HalFilm Awards (winner), Beyond Border International Film Festival (winner), Toronto Film and Script Awards (winner), Chicago Indie Film Awards (winner) etc.
- Die Farbe des Pferdes, 6:23 min, Kurzfilm, Regie, Drehbuch, Produktion, Kamera, Schnitt, November 2019, Internationales Filmfest Braunschweig
- Männchen, 7:30 min, Kurzfilm, Regie, Drehbuch, Produktion, Kamera (filmpädagogisches Projekt) Nominierung bei den Uelzener Filmtagen, 2018
- Woher kommt die Milch?, 20:04 min, Kurzfilm/Dokumentation, Regie, Drehbuch, Produktion, Kamera, (filmpädagogisches Projekt), Sonderpreis Dokumentarfilm Braunschweiger Filmklappe, 2017
- Geister-Vampire im Aufzug, 3:35 min Kurzfilm, Regie, Drehbuch, Produktion, Kamera, Schnitt, (filmpädagogisches Projekt) 2. Platz Braunschweiger Filmklappe, 2016
- Das Amulett, 6:39 min, Kurzfilm, Regie, Drehbuch, Produktion, Kamera, Schnitt, (filmpädagogisches Projekt), 2016
- Dancing girl with violin, 5:14 min, Produktion, Regie, Drehbuch, Schnitt, Choreographie, Kurzfilm/Tanzfilm, 2014
- Cold Thoughts, 7:20 min, Kurzfilm, Regie, Drehbuch, Schauspiel, Produktion, Schnitt, 2014, Cannes Filmfestival (sfc)
- Nothing else, 5:48 min, Musikvideo, Regie, Produktion, Kamera, Schnitt 2013
- Atme weiter, 3:36 min, Musikvideo, Regie, Produktion, Kamera, Schnitt 2013
- Angst, dass die Ratten hochkommen, 5:17 min, Kurzfilm, Drehbuch, Regie, Produktion, Schauspiel, 2012, Cannes Filmfestival (sfc)
- Verküsst, ca. 5 min, Kurzfilm, Schauspiel (NR), Leitung: Tim Bosse, Arne Kohlweyer, Workshopproduktion des MIZ Babelsberg und des offenen Kanals Berlin, 2012
- Das ist mein Leib, 11:32 min, Produktion, Drehbuch, Regie, Schnitt, Kurzfilm, 2010 Cannes Filmfestival (sfc)
- Dunkelblaue Stunde, 4:10 min, Rolle: Die Selbstmörderin (HR), Schauspiel, 2008
- It’s nice out in Cannes, 1:38 min, Schauspiel, Rolle: The girlfriend (HR), Wettbewerbsfilm im Cannes à la flip im Cannes Film Festival, top ten, 2008
- Last results, 3:05 min, Schauspiel, Rolle: Anna (HR), Wettbewerbsfilm im Cannes à la flip im Cannes Film Festival, special mention, 2008
- Europe 2020, 10:25 min, Schauspiel, Rolle: Helen (HR), Kurzfilm, GenerationXgroup GmbH, Sonderpreis für besten Film vom Bund Sachsen-Anhalt, Cannes Filmfestival (sfc), 2007